# Juan Santiago
Juan Santiago – piłkarz urugwajski, napastnik.
Jako piłkarz klubu Liverpool Montevideo wziął udział w turnieju Copa América 1945, gdzie Urugwaj zajął czwarte miejsce. Santiago zagrał tylko w meczu z Boliwią.